# Kappa (litera)
Kappa (gr. κάππα, pisana Κ κ lub ϰ) – dziesiąta litera alfabetu greckiego oznaczająca spółgłoskę zwartą miękkopodniebienną bezdźwięczną /k/. W greckim systemie liczbowym oznacza liczbę 20.

## Użycie jako symbolu

### Κ
Majuskuły kappy nie używa się jako symbolu, ponieważ wygląda ona tak samo jak łacińska litera K.

### κ
- wykładnik adiabaty w fizyce

## Kodowanie
W Unicode litera jest zakodowana:
| Znak | Unicode | Kod HTML                        | Nazwa unikodowa            | Nazwa polska               |
| ---- | ------- | ------------------------------- | -------------------------- | -------------------------- |
| Κ    | U+039A  | &Kappa; lub &#x039A; lub &#922; | GREEK CAPITAL LETTER KAPPA | wielka litera grecka kappa |
| κ    | U+03BA  | &kappa; lub &#x03BA; lub &#954; | GREEK SMALL LETTER KAPPA   | mała litera grecka kappa   |

W LaTeX-u używa się znaczników:
| Znak                         | LaTeX     |
| ---------------------------- | --------- |
| {\displaystyle \mathrm {K} } | \Kappa    |
| {\displaystyle \kappa }      | \kappa    |
| {\displaystyle \varkappa }   | \varkappa |